# 妙寿尼
妙壽尼（みょうじゅに，1545年3月27日—1613年12月30日）， 战国时期至江户时代早期妇女。播磨國佐用郡 （今兵库 佐用郡佐用町） 上月城主上月景貞的妻子，平冈賴勝和黑田正好母亲。真名未詳。院号是遍照院（へんしょういん）。

## 生平
天文 14年（1545年）2月5日， 作為播磨國印南群志方城主櫛橋伊定的長女出生。兄長為櫛橋政伊，黑田孝高是其妹夫。 
永祿3年（1560年），16岁時與播磨國守備職赤松氏家族的上月景貞结婚，二人子裔亦出生。天正 18年（1590年）3月份， 在豐前國下毛郡中津（大分县中津市）的中津城黑田孝高邀请下离开播磨國，往中津遷移。 文祿元年（1592年）文祿之役期間嫡子黑田正好參戰，隨軍登陸朝鮮，但於同年6月15日的大同江戰役，在平壤戰死，得年25岁。庆长18年（1613年）11月19日，於筑前国福冈去世，終年69歲。戒名遍照院殿量誉妙壽尼公大姉。
墓位於福冈縣宫若市龍徳光明寺。

## 脚注
1. ↑  『新訂 黒田家譜』・『上月城史』・『宮田町誌』による。夫を赤松政範とする説もあるが、政範は天正5年12月3日（1578年1月10日）に落城した当時（第一次上月城の戦い）の上月城主であり、この時に妻や2人の幼姫らと共に城内で自刃している（『上月城史』）。

## 相关作品
- 軍師官兵衛（2014年，演員： 酒井若菜）